# Geografia della Slovacchia

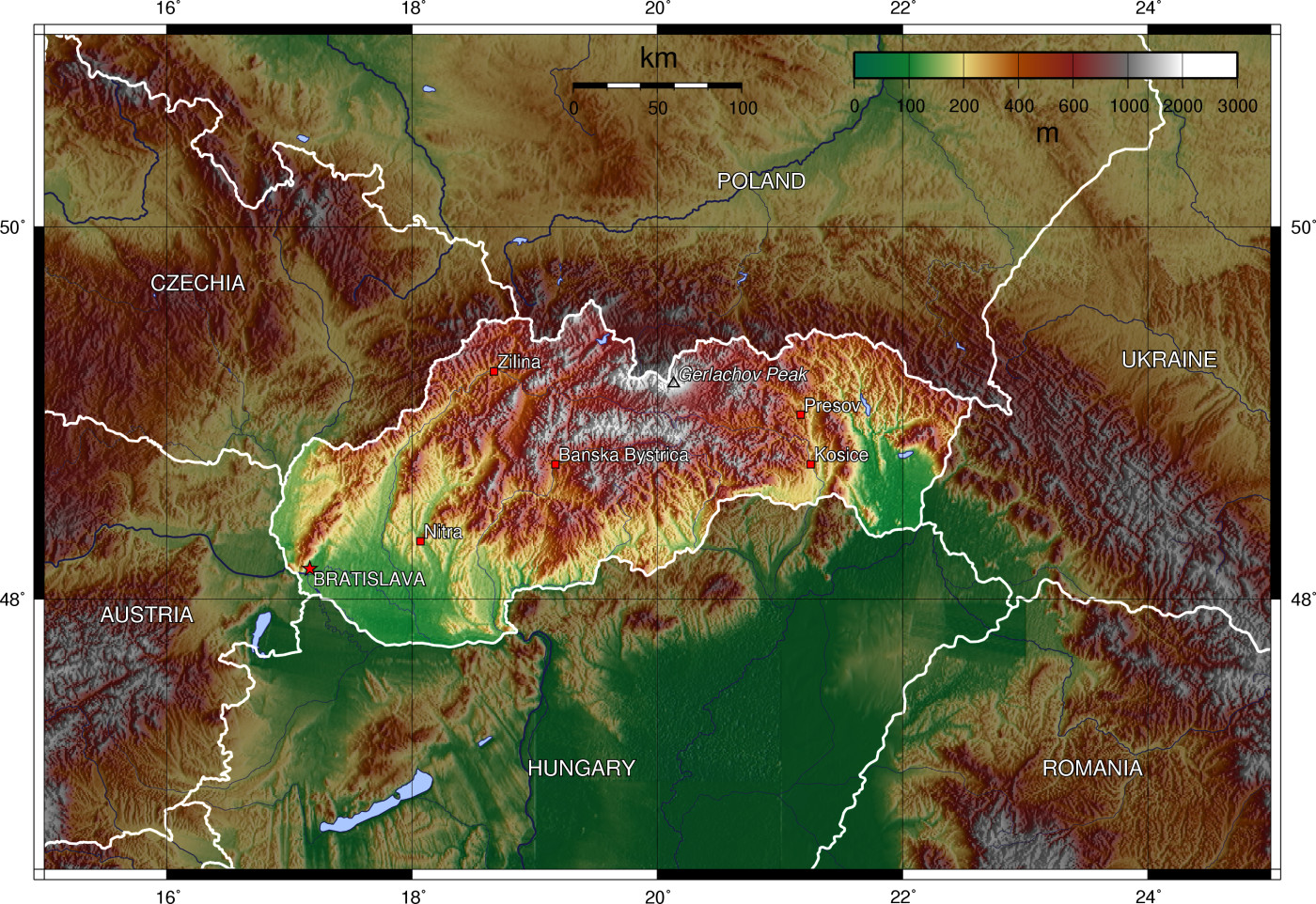
Topografia della Slovacchia

La geografia della Slovacchia comprende la descrizione di tutti gli elementi fisico-geografici dello Stato. Il Paese si trova nell'Europa centro-orientale e si estende lungo i Carpazi e a nord della pianura pannonica. Non ha sbocco sul mare. La Slovacchia ha una superficie di 49 037,20 km².

## Caratteri generali

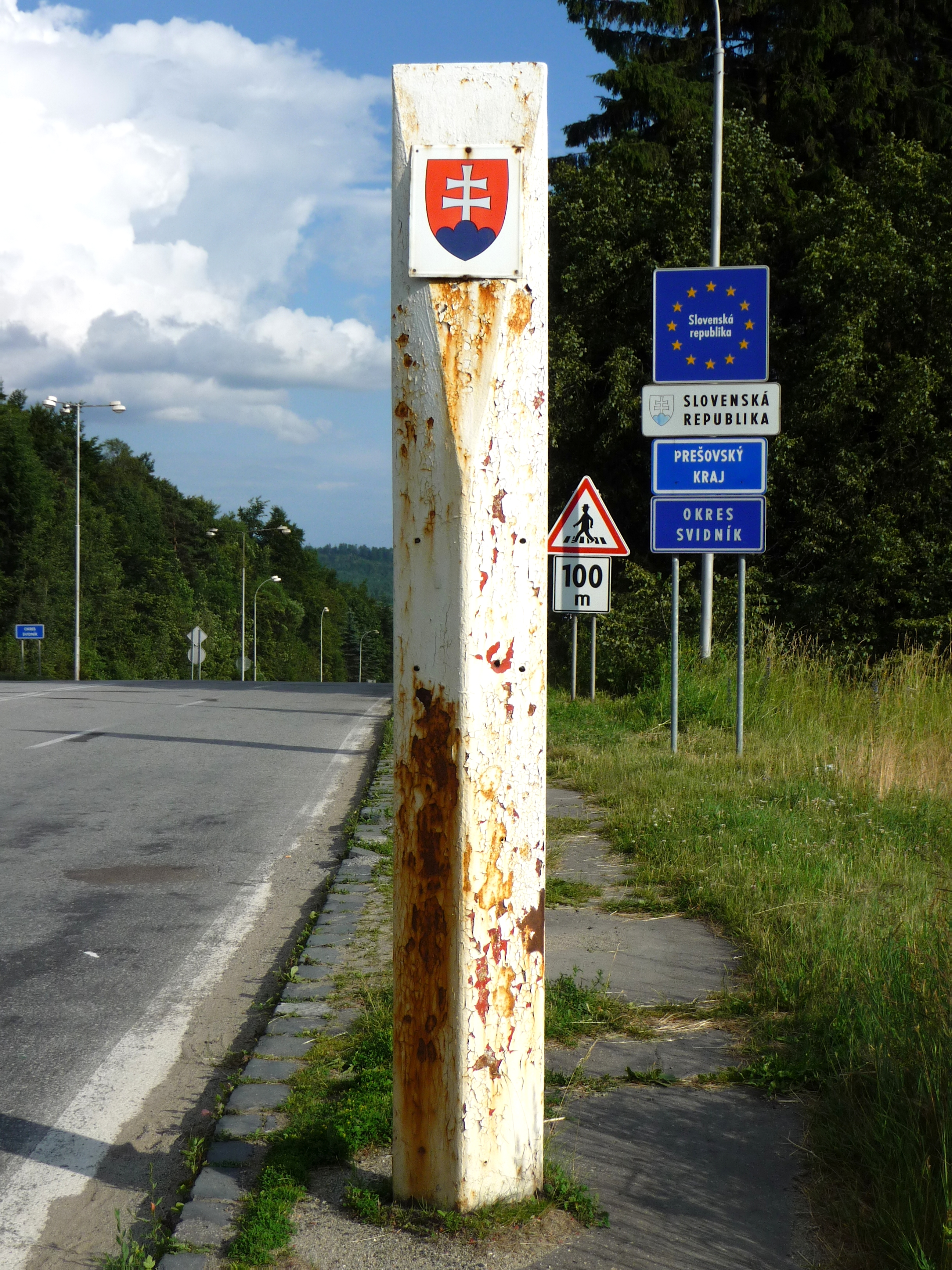
Confine tra la Slovacchia e la Polonia lungo la strada del passo di Dukla

La Slovacchia ha un'estensione massima est-ovest di 429 km e un'estensione nord-sud di 197 km. Gli estremi geografici del Paese danubiano sono Záhorská Ves a ovest, Nová Sedlica a est, Oravská Polhora a nord e Komárno a sud. La capitale Bratislava dista geograficamente circa 50 km dalla capitale austriaca, Vienna; questa è la terza minor distanza al mondo tra due capitali.

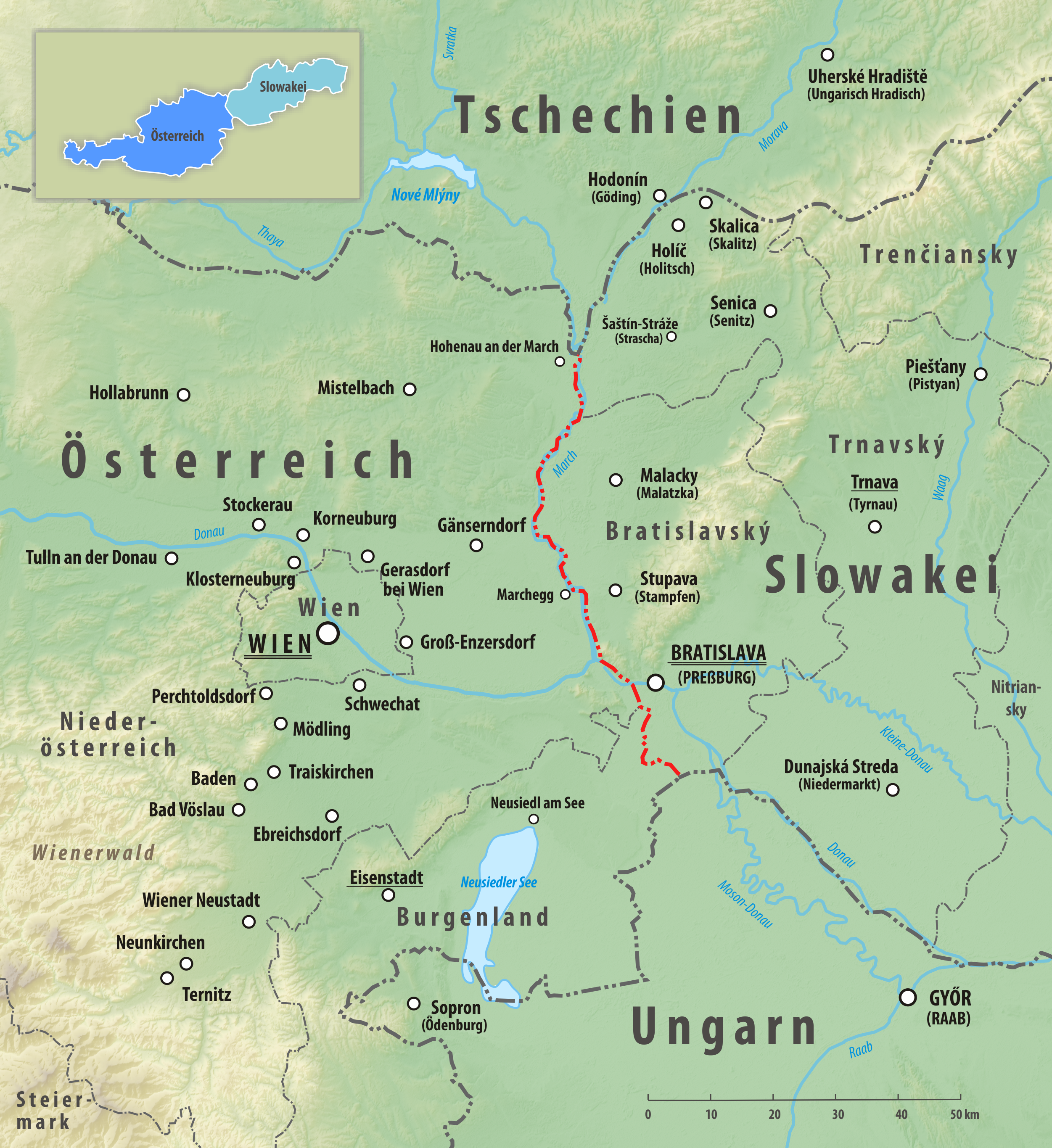
La distanza tra Bratislava e Vienna

A nord e al centro il territorio è montuoso, ma a sud si estende nella piccola e nella grande pianura ungherese. Il Paese copre un'area di quasi un terzo dell'intero arco dei Carpazi, in particolare dei Carpazi occidentali. Il punto più alto è il Gerlachovský štít negli Alti Tatra a 2 655 m s.l.m., che è anche il punto più alto di tutto il gruppo montuoso. Il punto più basso si trova sul fiume Bodrog a Klin nad Bodrogom, a 94 m s.l.m.. Il centro geografico della Slovacchia si trova sul monte Hrb, vicino Ľubietová.

### Confini terrestri
La Slovacchia confina con 5 Stati europei, 4 dei quali appartenenti all'Unione europea: Cechia (a nord-ovest), Polonia (a nord), Ucraina (a est), Ungheria (a sud) e Austria (a sud-ovest). Il Paese non ha confini marittimi, ma in alcuni casi il confine è delimitato da fiumi. Il confine con la Cechia è lungo 252 km, quello con la Polonia 541 km, quello con l'Ucraina 98 km, quello con l'Ungheria 655 km e quello con l'Austria 107 km.

## Orografia

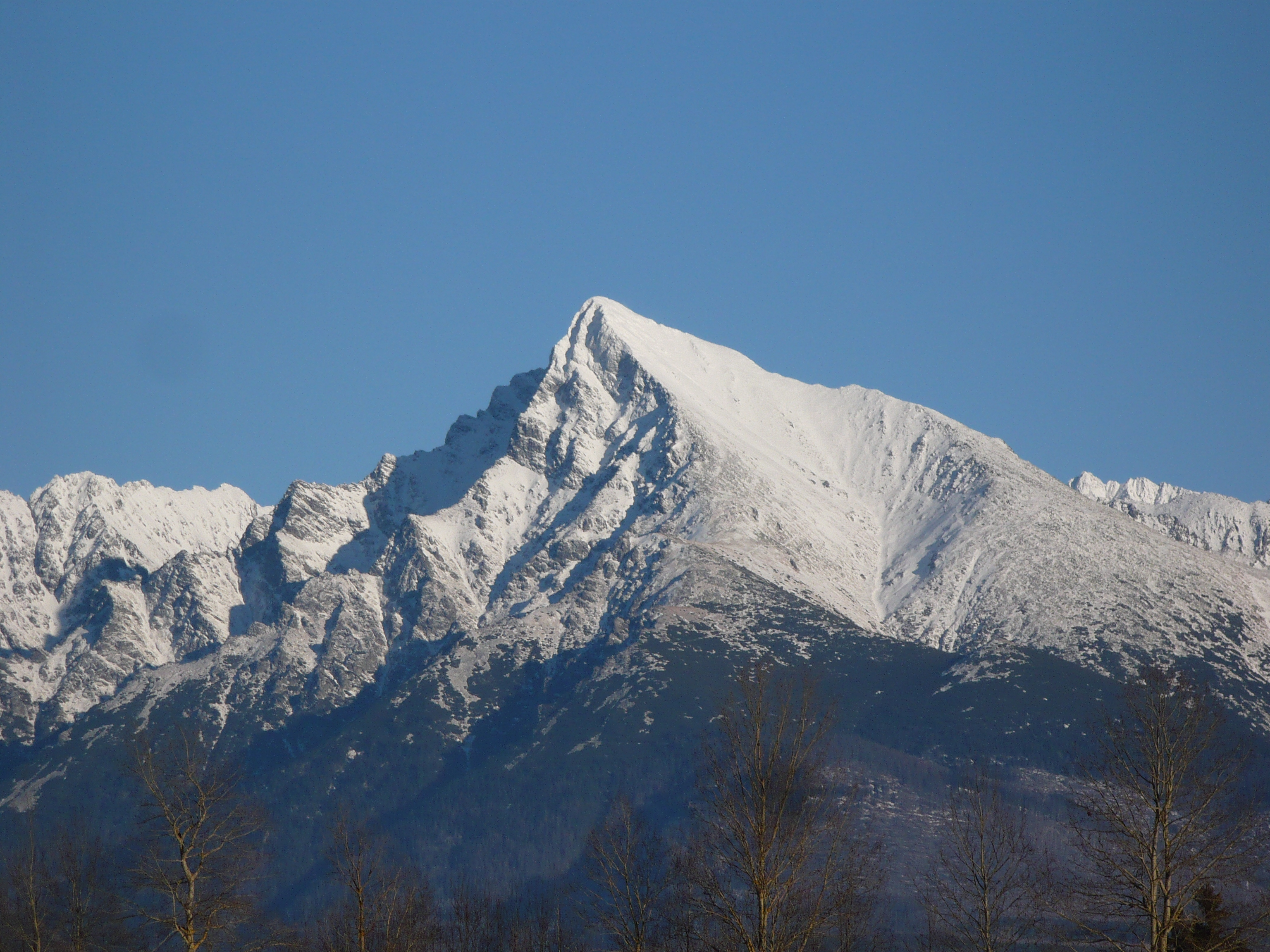
Il monte Kriváň, uno dei simboli del Paese

Due terzi del territorio slovacco appartengono ai Carpazi, il resto è formato dalle pendici della pianura pannonica e da una piccola parte del bacino viennese.
A ovest, vicino Bratislava, c'è la stretta catena dei Piccoli Carpazi, con un'altezza fino a 770 m s.l.m., a nord-est ci sono i Carpazi Bianchi, fino a 1 000 m, e poi, andando verso ovest, i monti Beschidi, gli Javorníky e i monti di Strážov. A est di Žilina l'altitudine continua ad aumentare, con le montagne della Piccola e Grande Fatra fino a 1 700 m, i Bassi Tatra fino a 2 040 m e gli Alti Tatra, al confine polacco, con le vette più alte. Man mano che proseguono i Carpazi esterni, l'altitudine scende nuovamente, iniziando dai monti di Levoča e dallo Spiš Magura e proseguendo attraverso i Beschidi inferiori fino al confine ucraino, con un'altitudine di 500-1 200 m. Vicino a Bardejov si trova il confine tra i Carpazi occidentali e i Carpazi orientali. Seguono poi le regioni montuose degli altipiani di Ondavská e Laborecká, prima che la parte slovacca dei Carpazi esterni termini con i monti Bukovec.
All'interno del Paese le alture cominciano col all'interno del paese le elevazioni iniziano con il massiccio dei Tribeč e quello del Vtáčnik, nei pressi di Nitra e Topoľčany, fino a 1 340 m. La regione a ovest e a sud di Banská Bystrica è coperta da varie montagne della catena dei monti centrali, fino a 1 300 m, tra cui i monti di Štiavnica, di Kremnica e i Poľana. Tutta la zona tra Detva (a est di Zvolen) e Košice è occupata dai monti metalliferi slovacchi, con altezza fino a 1 550 m s.l.m.. A est di Košice si trovano poi gli Slanské e i monti Vihorlat.

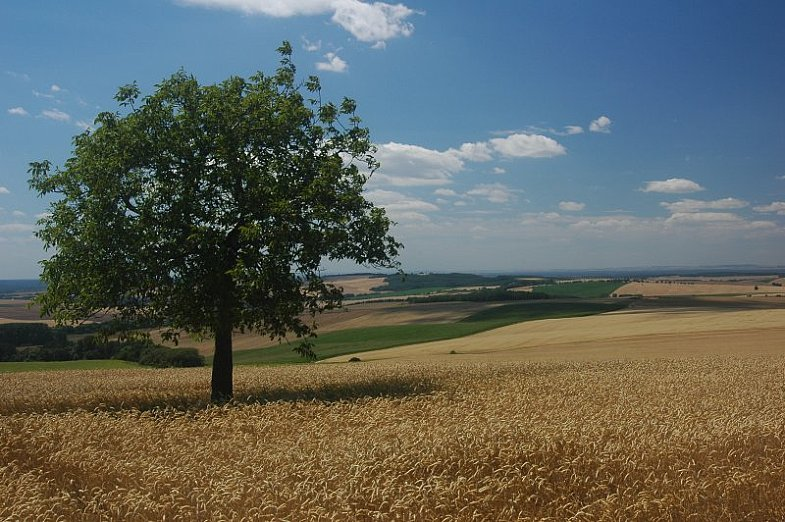
Colline vicino Unín, parte del paesaggio dello Záhorie

La popolazione montana del Paese è concentrata nelle numerose conche vallive; le più importanti, da ovest a est, sono: quella di Považská, il bacino superiore di Nitra, di Žilina, di Turčianske Teplice, di Zvolen, dei Bassi Tatra, della Slovacchia meridionale e di Košice. Le pianure più grandi si trovano nell'ovest e nel sud-est del Paese. Tra la Morava e i Piccoli Carpazi c'è la regione turistico-naturalistica dello Záhorie, che fa morfologicamente parte del bacino viennese. La pianura danubiana si estende all'incirca tra i Piccoli Carpazi e la catena dei monti centrali. Intorno a Trebišov e Michalovce si estende la pianura slovacca orientale (Východoslovenská rovina).

## Idrografia

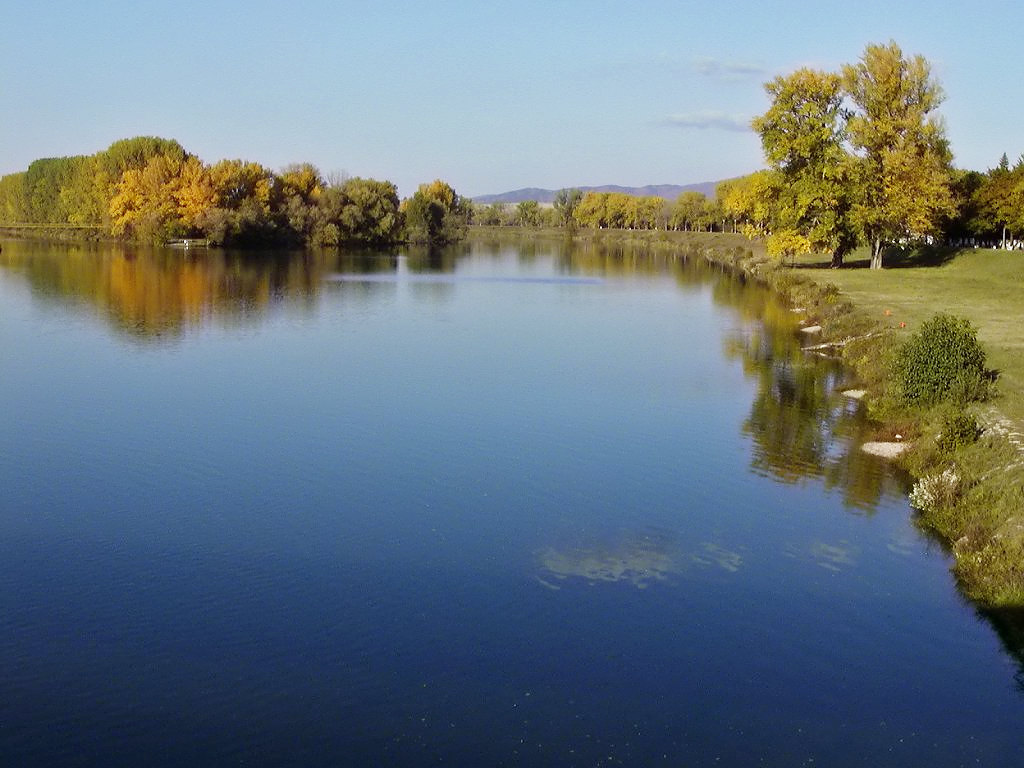
Il Váh a Piešťany

Il 96% del Paese appartenente al bacino idrografico del Danubio. A causa della posizione geografica nei fiumi che hanno origine in Slovacchia corre solo il 12% circa del volume d'acqua. Il Danubio ha una lunghezza di 172 km in territorio slovacco (compresi i confini con Austria e Ungheria, 22,5 km su entrambi i lati). Con una portata media di circa 2 060 m³/s vicino Bratislava, è di gran lunga il fiume con più acqua in Slovacchia. Il fiume slovacco più lungo è il Váh, con i suoi 403 km, che attraversa tutto il nord e l'ovest del paese e ha una portata di 142 m³/s a Komoča. Altri fiumi importanti sono il Morava al confine con la Cechia e l'Austria, il Hron al centro del Paese, l'Ipeľ al confine con l'Ungheria, il Sajó, l'Hornád, il Laborec, il Latorica e il Bodrog a est; il Tibisco tocca l'angolo sud-orientale del Paese. Il bacino idrografico della Vistola comprende solo il Poprad e il Dunajec (al confine con la Polonia), a est dei monti Tatra.

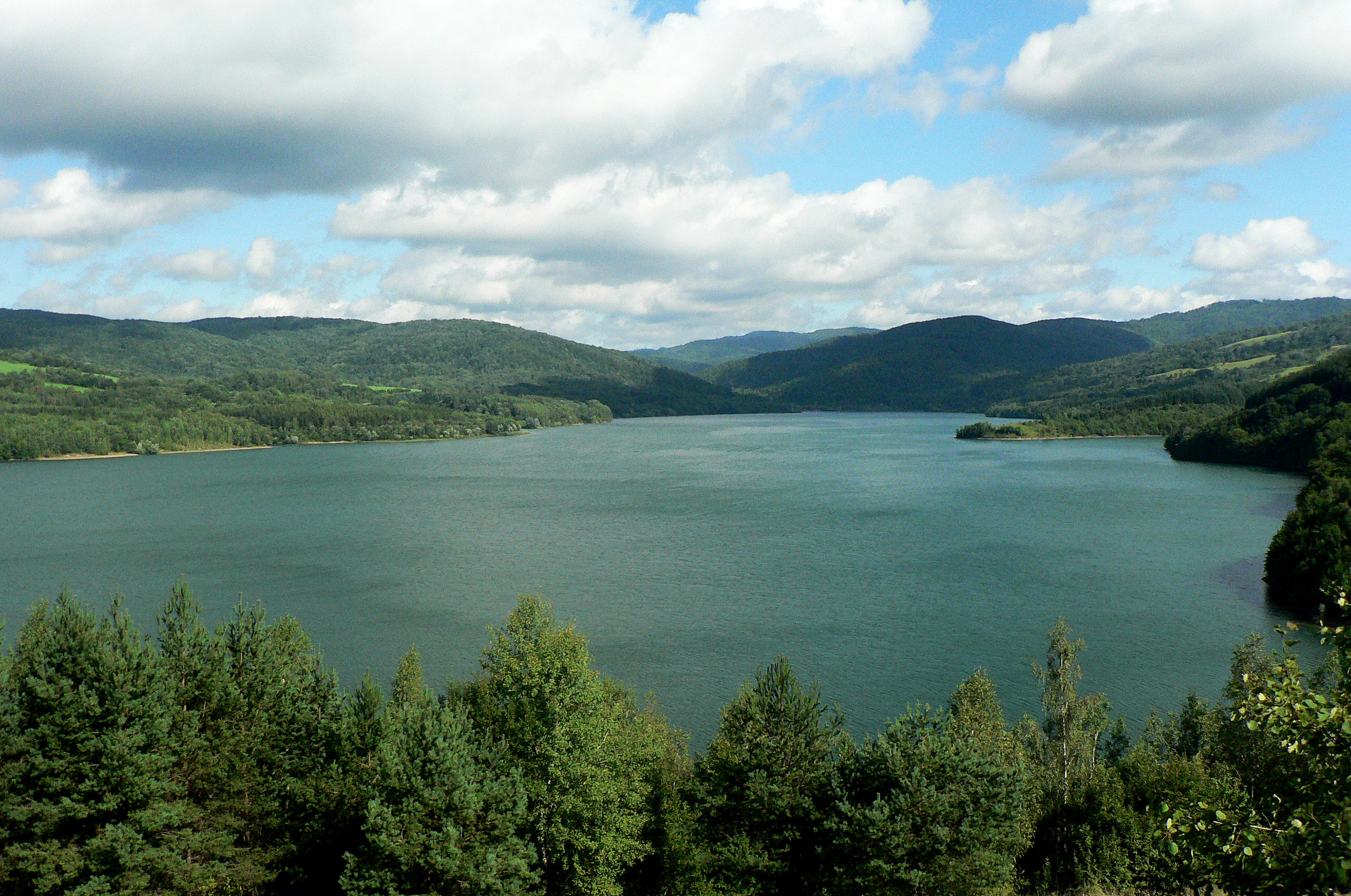
Il bacino di Starina nell'est del Paese

Le aree lacustri naturali sono concentrate negli Alti Tatra, dove numerosi laghi montani sono emersi a causa della glaciazione; il più grande è il Veľké Hincovo pleso. Altrove ci sono pochissimi laghi naturali. Più caratteristici del paesaggio sono i bacini idrici, creati nell'ambito della regolazione dei fiumi per la produzione di energia e come protezione dalle inondazioni. La maggior parte si trova sul Váh, il cui sistema è noto anche come Cascata del Váh (Vážska kaskáda). Questi includono la diga del Liptovská Mara, la diga di Nosice, il Sĺňava, il bacino idrico di Kráľová e altri. Il più grande è il bacino idrico dell'Orava (35 km²), seguito dal Zemplínska šírava e dal Liptovská Mara. Importanti sono anche i bacini idrici della centrale idroelettrica di Gabčíkovo, sul Danubio. L'eccezione sono i cosiddetti tajchy intorno a Banská Štiavnica, riserve idriche artificiali create per fornire energia elettrica alle miniere della città.
La Slovacchia ha grandi riserve di acque sotterranee, ma queste sono distribuite in modo disomogeneo nel Paese. Importante è l'area dello Žitný ostrov con circa 10 miliardi di m³ di acque sotterranee. Dal 1978 è zona di tutela. Le sorgenti artesiane si trovano principalmente nella pianura danubiana intorno a Galanta e Nové Zámky, nello Záhorie. In montagna le riserve idriche sotterranee sono concentrate nel calcare e nella dolomia, mentre nelle montagne del flysch sono difficilmente presenti. Il Paese è anche ricco di sorgenti minerali, con più di 1 600 sorgenti conosciute. Le acque di più di 100 di queste sorgenti vengono imbottigliate o utilizzate per scopi terapeutici. La città termale più famosa è Piešťany, altre città termali importanti sono Trenčianske Teplice, Bardejovské Kúpele, Smrdáky, Rajecké Teplice, Sklené Teplice, Turčianske Teplice, Dudince, Sliač, Kováčová, Nimnica, Korytnica, Lúčky, Číš, Vyšné Ružbachy, Bojnice e Korytnica.

## Geologia

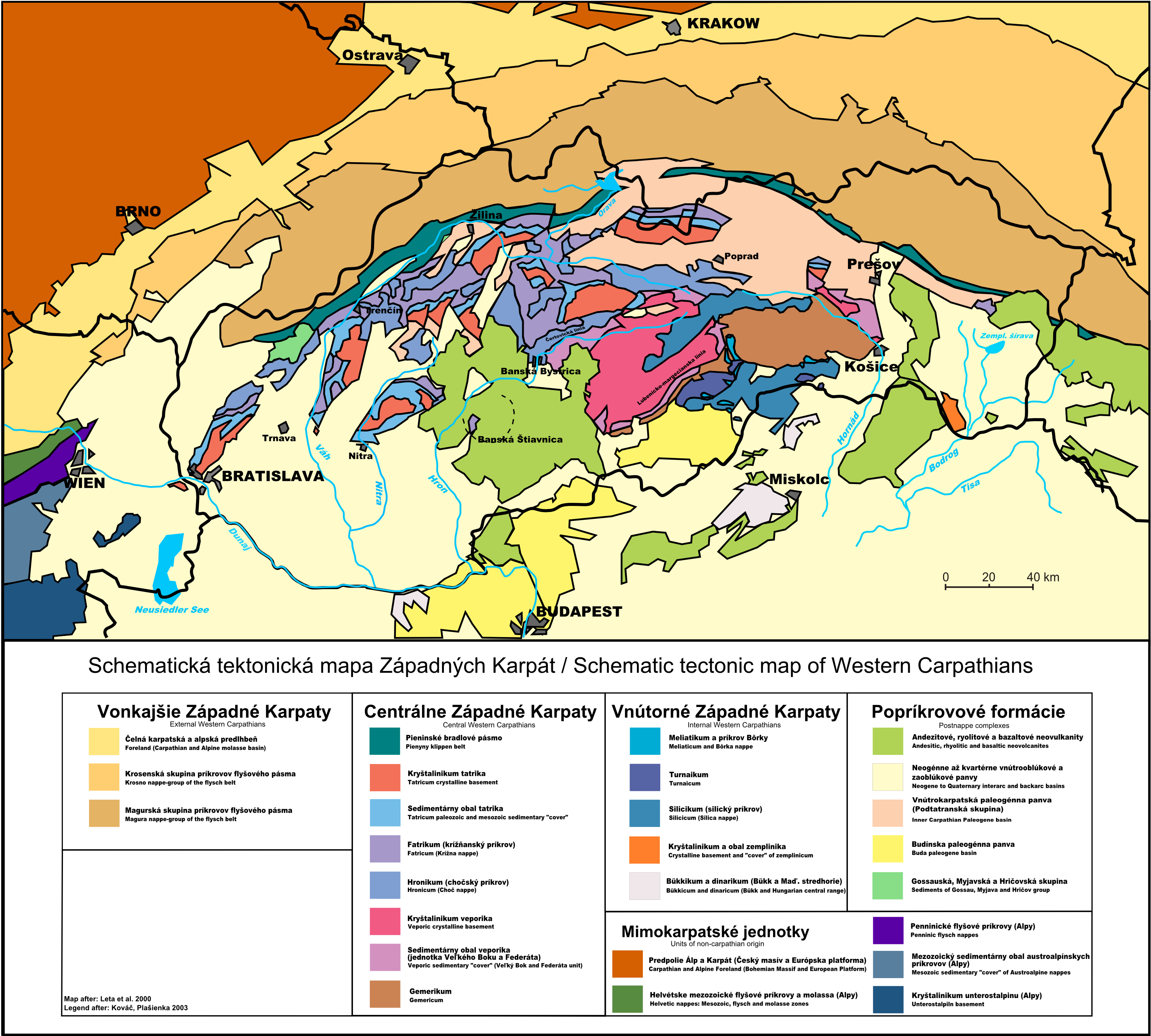
Mappa della struttura geologica della Slovacchia

La Slovacchia appartiene al sistema montuoso alpino, emerso nel tardo Mesozoico e nel Cenozoico. Alla formazione hanno preso parte anche rocce di origine paleozoica e forse proterozoica. Fino al tardo Mesozoico, gran parte dell’attuale Slovacchia si trovava sotto il livello del mare. Il nucleo dei successivi Carpazi occidentali è formato da granito, gneiss e micascisti, formatisi per metamorfismo, che sono ricoperti da rocce calcaree e dolomitiche formate da rocce sedimentarie. Verso la fine del Mesozoico e del Cenozoico si verificarono cambiamenti significativi nella struttura della crosta terrestre attraverso il ripiegamento e l'orogenesi. Nel Terziario Superiore, le montagne odierne emersero da zolle elevate e da bacini vallivi e pianure abbassati, che si formarono su bacini molassici nel Miocene e nel Pliocene. La formazione dei monti continuò attraverso il graduale innalzamento dell'area. C'era attività vulcanica nella Slovacchia centro-meridionale e orientale, che ha dato origine alle montagne vulcaniche di oggi. Verso la fine del Neogene, quando le ultime parti degli oceani e dei laghi del mondo scomparvero dalla Slovacchia, emerse l'attuale sistema fluviale. Il rilievo odierno è stato formato anche dall'attività glaciale del Quaternario e dall'erosione.
La Slovacchia si trova sulla placca euroasiatica e ha diverse aree sismicamente attive. Questi includono la zona di Komárno, i Piccoli Carpazi (soprattutto intorno a Dobrá Voda), la zona da Trenčín a Žilina, quella di Banská Bystrica, gli Alti Tatra e lo Spiš Settentrionale e Zemplín. I terremoti più forti mai registrati si sono verificati nella Slovacchia centrale nel 1443, a Žilina nel 1613 e a Komárno nel 1763 (con una magnitudo momento 5,6) e a Dobrá Voda nel 1906 (Mw = 5,7).

## Clima

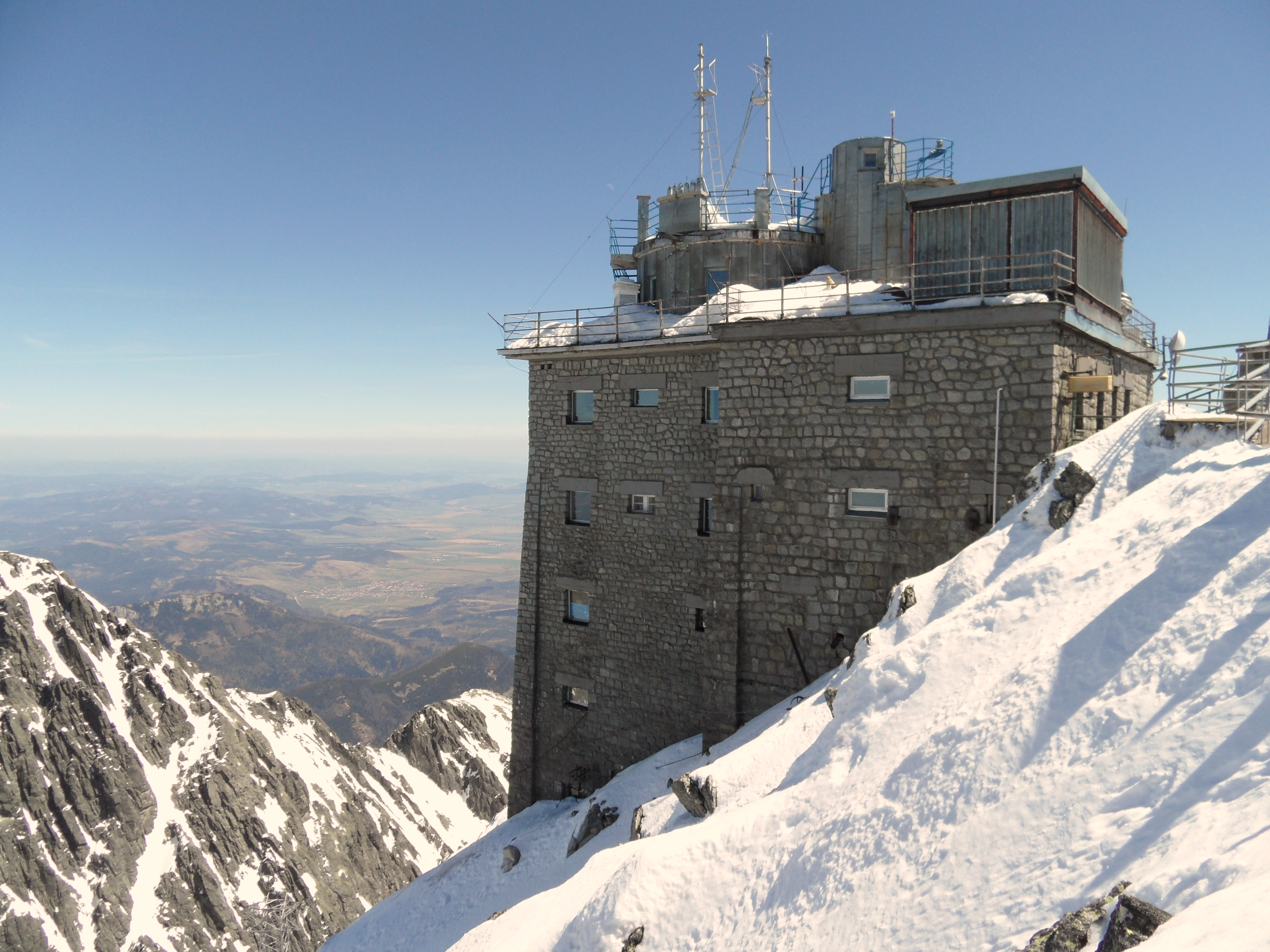
L'osservatorio di Lomnický Štit

La Slovacchia si trova nella zona temperata continentale, con l'influenza del clima oceanico (corrente del Golfo) che diminuisce verso est. Esistono tuttavia differenze regionali, soprattutto tra le zone montuose del nord e le pianure meridionali. Le zone più calde e secche si trovano nel sud. Tipiche qui sono le pianure del Danubio, le pianure della Slovacchia orientale e le valli e i bacini inferiori. La temperatura media annuale è compresa tra 9 °C e 11 °C, a gennaio la media è compresa tra −2 °C e −1 °C, a luglio tra 18 °C e 21 °C. Inoltre i valori delle temperature a ovest sono di circa 1 °C più alti che a est. Anche le precipitazioni annuali sono più basse, da circa 500 mm a Senec e Galanta a 550 mm nella pianura slovacca orientale.
L'area climatica moderatamente calda comprende i bacini vallivi dei Carpazi interni e le montagne più basse, con una temperatura media che generalmente scende di circa 0,6 °C e le precipitazioni aumentano di circa 50–60 mm per 100 metri di altitudine. Nelle valli fluviali adiacenti alla pianura, ad esempio vicino al Váh, Nitra o al Hron, la temperatura annuale oscilla tra 6 °C e 8 °C, mentre nelle conche vallive più alte (Popradská e Oravská) scende sotto i 6 °C. Intorno ai 1 000 metri di quota la temperatura annuale raggiunge valori compresi tra 4 °C e 5 °C. Nelle conche vallive la temperatura media di gennaio raggiunge valori compresi tra -5 °C e -3 °C e di luglio tra 14 °C e 16 °C; lì cadono annualmente 700–800 mm di precipitazioni, mentre nelle parti dello Spiš all'ombra delle montagne solo circa 600 mm.
Un clima freddo prevale sui Tatra, Fatra, Beschidi e sui monti metalliferi slovacchi. Sono infatti caratterizzati da temperature annuali più basse: intorno ai 2 000 m s.l.m. la media annuale è di -1 °C e sulle vette più alte dei Tatra è di -3 °C. A gennaio i valori medi sui Tatra sono intorno ai -10 °C, a luglio intorno ai 3 °C. Le precipitazioni annuali variano da circa 1 400 mm nei Fatra e nei Bassi Tatra a oltre 2 000 mm negli Alti Tatra.
I record sono stati misurati a Komárno con 40,3 °C, registrati il 20 luglio 2007, e a Vígľaš-Pstruša con -41 °C, registrati l'11 febbraio 1929.
In generale le precipitazioni sono concentrate nel periodo estivo per circa il 40% dei valori annui, in primavera cadono intorno al 25%, in autunno circa il 20%, mentre il restante 15% in inverno. La pioggia più intensa mai registrata in un giorno è stata di 231,9 mm a Salka, il 12 luglio 1957. In montagna, nelle valli montane e nei circhi glaciali i temporali si verificano in media per 30-35 giorni all'anno, meno in pianura. A seconda dell'altitudine, in inverno può nevicare molto: sui monti Tatra, le cime possono avere neve per più di 200 giorni all'anno, mentre nelle valli ombreggiate i nevai a volte possono rimanere tutto l'anno. La copertura nevosa scende da 80-120 giorni in montagna a 60-80 giorni nelle valli, fino a 40 giorni nel sud della Slovacchia. La nebbia si verifica soprattutto in autunno e in inverno, particolarmente nei bacini vallivi, mentre in inverno possono verificarsi inversioni termiche ad altitudini più elevate.

## Aree protette

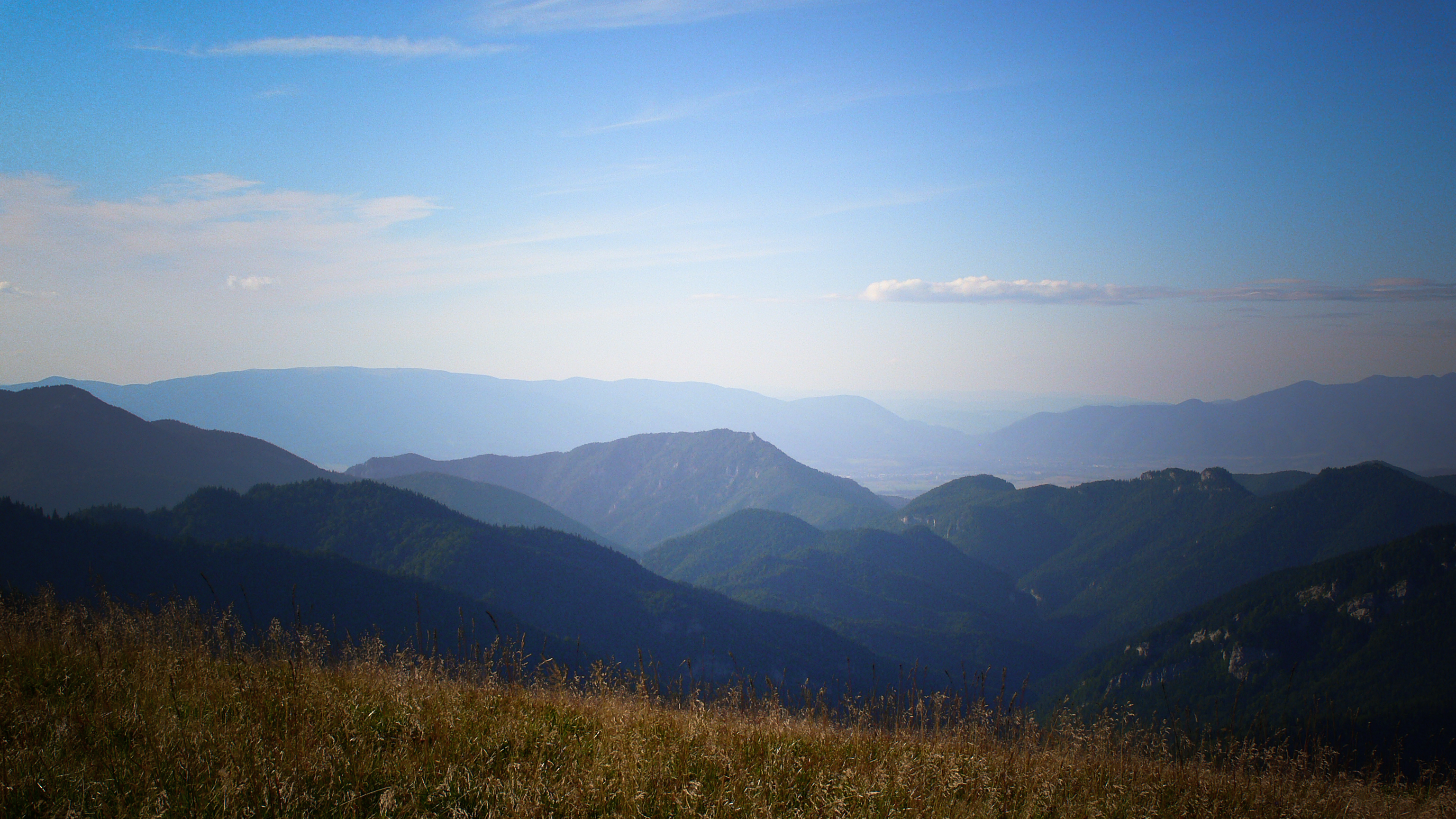
Parco nazionale della Grande Fatra

La conservazione della natura ha una tradizione secolare in Slovacchia, con alcune decisioni e regolamenti che risalgono al Medioevo. Le regole di conservazione della natura sono generalmente previste dalla Costituzione slovacca e dalla specifica “Legge sulla protezione della natura e del paesaggio”. Il Paese fu uno dei primi al mondo ad adottare tale norma giuridica, nel 1955. Il Parco Nazionale del Tatra era stato istituito per legge alcuni anni prima. La Convenzione sulla diversità biologica è stata incorporata nella legge del 1955.
Dal punto di vista della conservazione della natura, il territorio della Slovacchia è diviso in cinque livelli di protezione, di cui il primo livello rappresenta il livello più basso e il quinto livello rappresenta la protezione più alta. I parchi nazionali (národné parky) e le aree paesaggistiche protette (chránené krajiné oblasti) rappresentano “aree protette su larga scala”.
La Slovacchia ha 23 aree protette su larga scala e centinaia di aree protette su piccola scala. La prima categoria comprende nove parchi nazionali. Esistono poi 14 zone di tutela paesaggistica, che tutelano non solo le montagne ma anche tre zone pianeggianti. Comprende inoltre 1 101 aree protette su piccola scala, 642 aree protette di importanza europea e 41 riserve ornitologiche.
I parchi nazionali della Slovacchia sono nove:
| Nome                                  | Istituzione | Estensione in ha |
| ------------------------------------- | ----------- | ---------------- |
| Parco nazionale del Tatra             | 1949        | 73 800           |
| Parco nazionale Pieniny               | 1967        | 3 750            |
| Parco nazionale dei Bassi Tatra       | 1978        | 72 842           |
| Parco nazionale del Paradiso slovacco | 1988        | 19 763           |
| Parco nazionale della Piccola Fatra   | 1988        | 22 630           |
| Parco nazionale Poloniny              | 1997        | 29 805           |
| Parco nazionale Muránska planina      | 1998        | 20 318           |
| Parco nazionale del Carso slovacco    | 2002        | 34 611           |
| Parco nazionale della Grande Fatra    | 2002        | 40 371           |
| Totale                                |             | 317 890          |